# Altenfeld (Solingen)
Altenfeld ist eine Hofschaft im Solinger Stadtteil Gräfrath.

## Geographie
Altenfeld liegt in den zur Wupper abfallenden Gebieten südöstlich von Ketzberg im Südosten von Gräfrath, Der Ort befindet sich an der Grenze zum Stadtbezirk Mitte. Westlich liegen die Hofschaften Külf und Rathland, nördlich Schafenhaus, östlich die Wüstung Kohlfurther Eickholz sowie südlich die Fleußmühle und die Orte Kohlfurth und Schrodtberg.

## Geschichte
In dem Kartenwerk Topographia Ducatus Montani von Erich Philipp Ploennies, Blatt Amt Solingen, ist der Ort mit einer Hofstelle verzeichnet und als Altenfeld benannt. Der Ort gehörte zur Honschaft Ketzberg innerhalb des Amtes Solingen. Die Topographische Aufnahme der Rheinlande von 1824 verzeichnet den Ort als alte Feld und die Preußische Uraufnahme von 1844 als Altenfels. In der Topographischen Karte des Regierungsbezirks Düsseldorf von 1871 ist die Hofschaft als Altenfeld verzeichnet.
Nach Gründung der Mairien und späteren Bürgermeistereien Anfang des 19. Jahrhunderts gehörte Altenfeld zur Bürgermeisterei Gräfrath. 1815/16 lebten 24 Einwohner im Ort, 1830 28 Menschen. 1832 war Altenfeld weiterhin Teil der Honschaft (Ketz-)Berg innerhalb der Bürgermeisterei Gräfrath.  Der nach der Statistik und Topographie des Regierungsbezirks Düsseldorf als Hofstadt kategorisierte Ort besaß zu dieser Zeit fünf Wohnhäuser, zwei Fabriken bzw. Mühlen und acht landwirtschaftliche Gebäude. Zu dieser Zeit lebten 36 Einwohner im Ort, davon sechs katholischen und 30 evangelischen Bekenntnisses. Die Gemeinde- und Gutbezirksstatistik der Rheinprovinz führt den Ort 1871 mit zehn Wohnhäusern und 55 Einwohnern auf. Im Gemeindelexikon für die Provinz Rheinland werden 1885 elf Wohnhäuser mit 65 Einwohnern angegeben. 1895 besitzt der Ortsteil elf Wohnhäuser mit 70 Einwohnern, 1905 werden zehn Wohnhäuser und 51 Einwohner angegeben.
Mit der Städtevereinigung zu Groß-Solingen im Jahre 1929 wurde Altenfeld ein Ortsteil Solingens.